# Prunum albertoangelai
Prunum albertoangelai is een slakkensoort uit de familie van de Marginellidae. De wetenschappelijke naam van de soort is voor het eerst geldig gepubliceerd in 2005 door Cossignani.